# バレイ (歌手)
バレイ（Barei、本名:バルバラ・レイサベル・ゴンサレス＝アジェル、1982年3月29日- ）は、スペインの歌手である。ユーロビジョン・ソング・コンテスト2016にてスペイン代表として「Say Yay!」を歌う。

## 来歴

### 出自
バルバラ・レイサベル・ゴンサレス＝アジェルは1982年3月29日、マドリードで生まれた。幼少期には歌唱やギター、ピアノなどを学んだ。
16歳の頃、クリスティーナ・アギレラ、ラウラ・パウジーニ、ララ・ファビアンなどのカバー曲を録音した。2001年、ベニドルム国際歌唱フェスティバルに、ゴンサロ・ヌチェ（Gonzalo Nuche）とのデュオ「ドス・プントス（Dos Puntos）」として出場する。フェスティバルでは2位となったが、1位のアーティストが失格となったためドス・プントスの優勝が宣言された。フェスティバルの後、マイアミにてラテン・ポップの楽曲を録音するが、公表はしないことにした。その後マドリードに戻り、各種の音楽イベントに出演する。

### 2011年 - 2014年: ソロデビュー
2011年、芸名「バレイ」を名乗り、初のアルバム『Billete para no volver』を製作する。アルバムのプロデューサーはルベン・ビジャヌエバ（Rubén Villanueva）であった。その後アルバム未収録の英語曲「Play」（2012年10月）、「Foolish NaNa」（2013年）などのシングルを発表、ビデオ・クリップ「Another's Life」（2013年）はYouTubeで視聴数60万を数え、「Wildest Horses」（2014年）は視聴数150万に達した

### 2014年 - 2016年:Throw the Dice
2枚目のアルバム『Throw the Dice』は2015年4月7日に発売された。アルバムはイギリスやアメリカのポップス、ファンク、ソウルミュージックの影響を受けたもので、前作に未収録だったシングル曲も収録された。2015年、マルベーリャで開催された音楽祭スタートライン・フェスティバルでは、レニー・クラヴィッツの前座を務める。
2015年9月、フェルナンド・モンテシノス（Fernando Montesinos）との共作「Time to Fight」を発表した。この楽曲は、アトレスメディアのUEFAチャンピオンズリーグ 2015-16向けのテーマソングとして製作されたものである。
また、エドゥルネの「La última superviviente」や、マルーの「Encadenada a ti」の共著者となるなど、他のアーティスト向けの楽曲の製作にもあたっている。

### 2016年: ユーロビジョン・ソング・コンテスト
2015年12月29日、スペイン公共放送は、ユーロビジョン・ソング・コンテスト2016のスペイン代表候補6人の名前を発表し、バレイがその中の1人であることが明らかになった。スペイン代表を選ぶ国内選考「オブヘティボ・エウロビシオン（Objetivo Eurovisión）」の中で、代表候補曲のサンプルが公開され、2016年2月1日に投票によりスペイン代表に選出された。代表曲「Say Yay!」の製作はバレイ、ルベン・ビジャヌエバおよびビクトル・プア・ビボ（Víctor Púa Vivó）であった。
オブヘティボ・エウロビシオンでの優勝を受けて、バレイはユニバーサル・ミュージックと契約した。2015年のアルバム『Throw the Dice』は、「Say Yay!」、ならびに未公表曲「Who Plays the Drums」および「Super Ranger」の計3曲を追加して2016年4月22日に再発売された。

## ディスコグラフィ

### スタジオ・アルバム
- Billete para no volver (2011年、Barei Music)
- Throw the Dice (2015年、Barei Music)
- You Number One (2018年、Barei Music)